# 云南山檨子
云南山檨子（学名：Buchanania yunnanensis）是漆树科山檨子属的植物，为中国的特有植物。分布于中国大陆的云南等地，生长于海拔1,060米的地区，一般生长在路旁灌丛中，目前尚未由人工引种栽培。
其种加词 yunnanensis 意为“云南的”。